# 姫路工業大学
姫路工業大学（ひめじこうぎょうだいがく、英語: Himeji Institute of Technology）は、兵庫県姫路市書写2167に本部を置いていた日本の公立大学である。1949年に設置され、2012年に廃止された。大学の略称は姫工大（ひめこうだい）。
2004年に神戸商科大学、兵庫県立看護大学と統合し新設された兵庫県立大学に継承されている。

## 概観

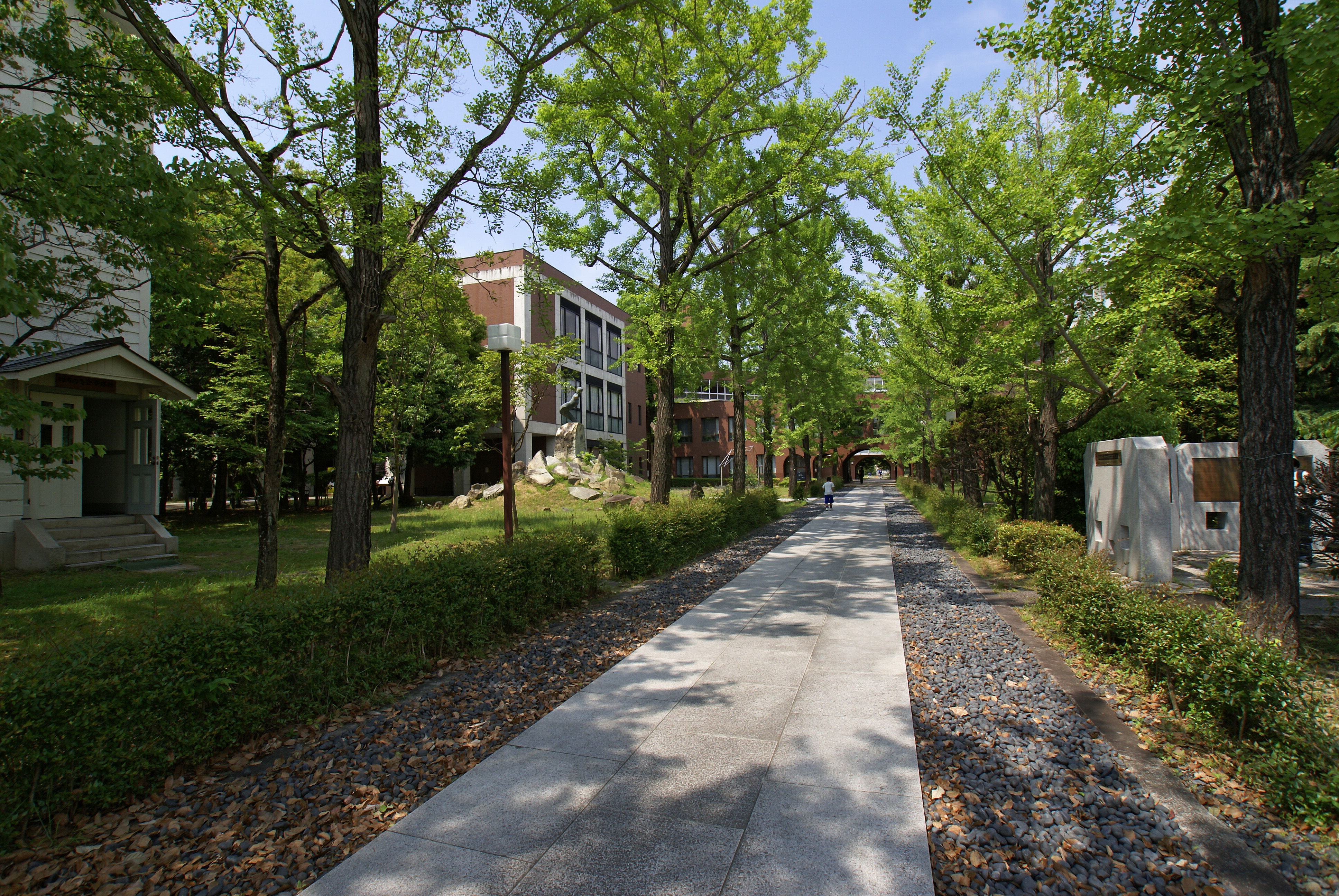
新在家キャンパス

姫路工業大学は、1944年創立の旧制兵庫県立高等工業学校の流れを汲む大学であった。
長らく工学部のみの単科大学であったが、1990年に理学部を、1998年に環境人間学部を設置した。
2004年には神戸商科大学、兵庫県立看護大学と統合して兵庫県立大学が発足したことに伴い、以後、姫路工業大学は兵庫県立大学に併設される形となり、同大学発足までに転入学した学生が卒業・修了するまで経過措置的に存続した。2012年3月をもって正式に閉学されている。

## 沿革

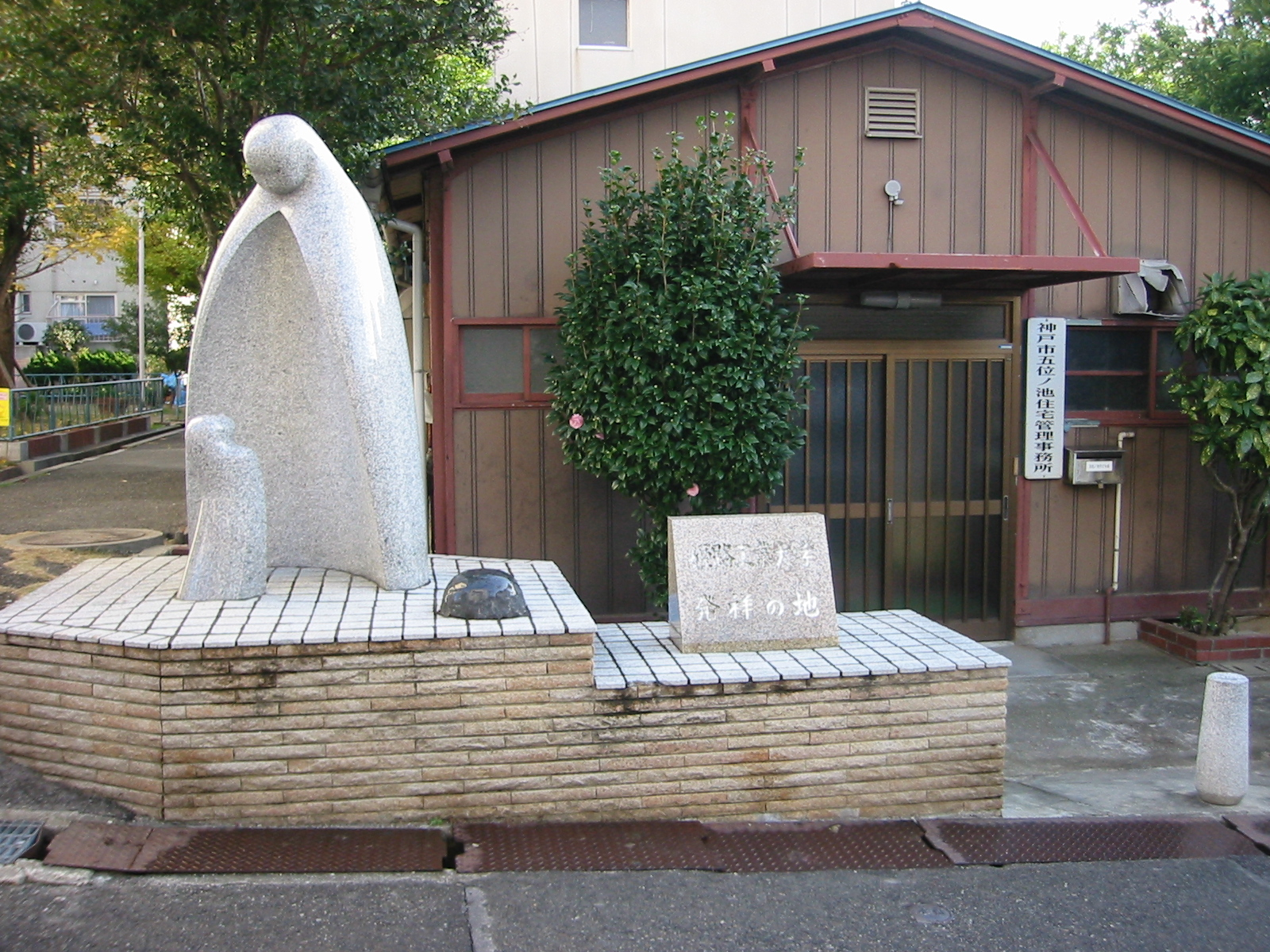
発祥の碑

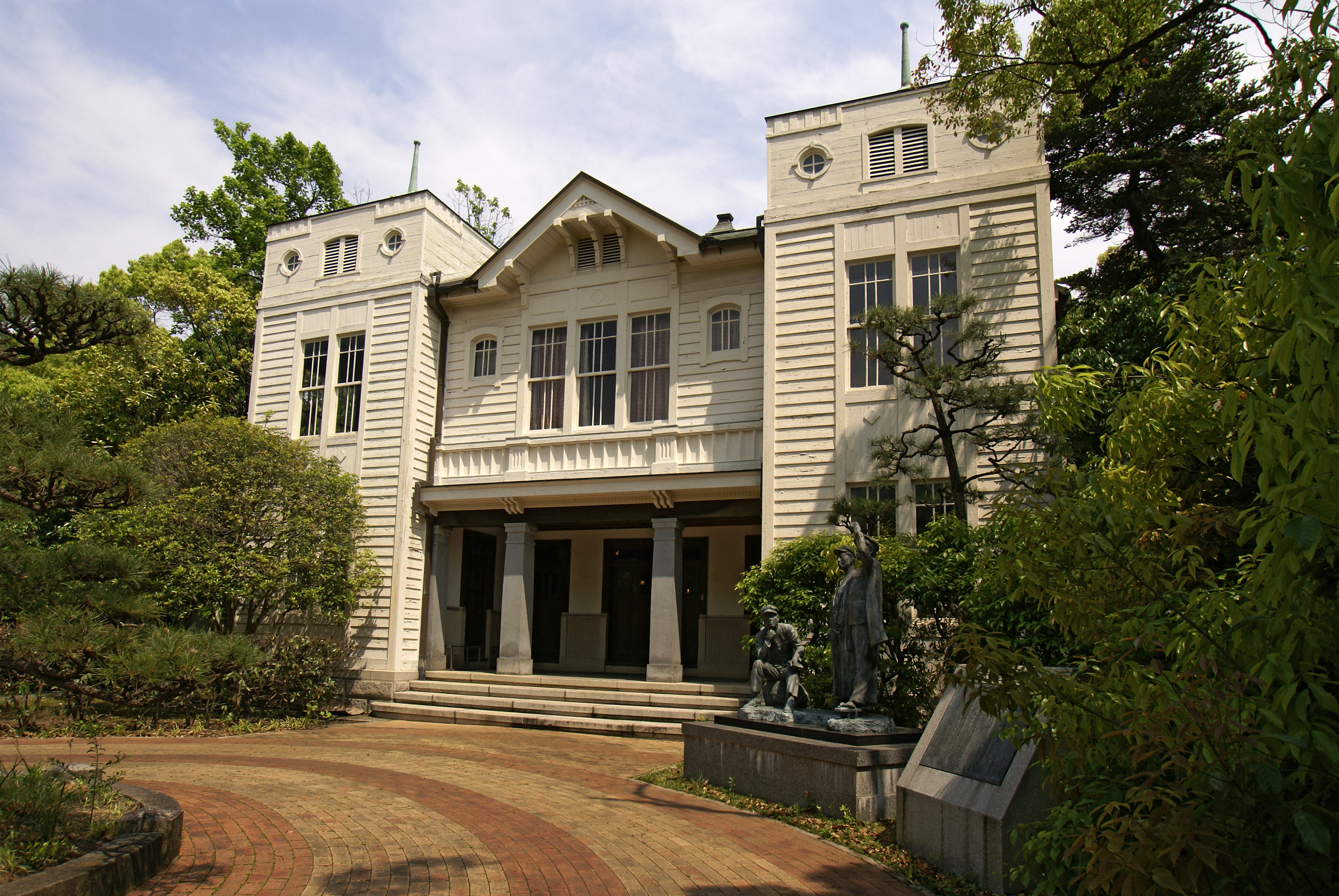
新在家キャンパス、旧制姫路高等学校講堂

- 1944年 - 兵庫県立高等工業学校を神戸市長田区に設置、兵庫県立工業専門学校に改称
- 1946年 - 姫路市伊伝居（現在は兵庫県立姫路工業高等学校の地）に移転
- 1949年 - 新制姫路工業大学発足
- 1950年 - 短期大学部開設。兵庫県立姫路工業高等学校を附属高等学校とした。
- 1957年 - 短期大学部を兵庫県立姫路短期大学 (Himeji College, Hyogo) として分離独立
- 1965年
  - 附属高等学校を兵庫県立姫路工業高等学校として分離独立
  - 姫路短期大学が神戸大学姫路分校（旧制姫路高等学校）跡地（現在の兵庫県立大学姫路新在家キャンパス）に移転
- 1970年 - 姫路市書写にキャンパスを移転
- 1990年 - 理学部を新設
- 1991年 - 播磨科学公園都市キャンパス竣工。姫路市書写のキャンパスは「姫路キャンパス」とされた。
- 1994年 - 姫路工業大学附属高等学校を播磨科学公園都市に新設（1965年に分離した姫路工業高等学校とは別の組織）
- 1998年 - 一般教育部と姫路短期大学とを統合改組して環境人間学部を設置、姫路短期大学の校地を「新在家キャンパス」とした。姫路キャンパスは（新在家キャンパスの設置によって姫路市内にキャンパスが複数化したことを受けて）「書写キャンパス」とされた。
- 2002年 - 部局化を実施、工学部・理学部の教員は全員、大学院工学研究科あるいは大学院理学研究科の所属になった（環境人間学部教員に関しては環境人間学部所属で存置された）。
- 2004年 - 兵庫県立大学発足に伴い、新規学生の受け入れを停止。各キャンパス等は兵庫県立大学との併設、教員や事務職員は兵庫県立大学との兼務になる。
- 2012年 - 正式に閉学・廃止される。卒業証明書等の発行事務は兵庫県立大学に引き継がれた。

## 基礎データ

### 所在地

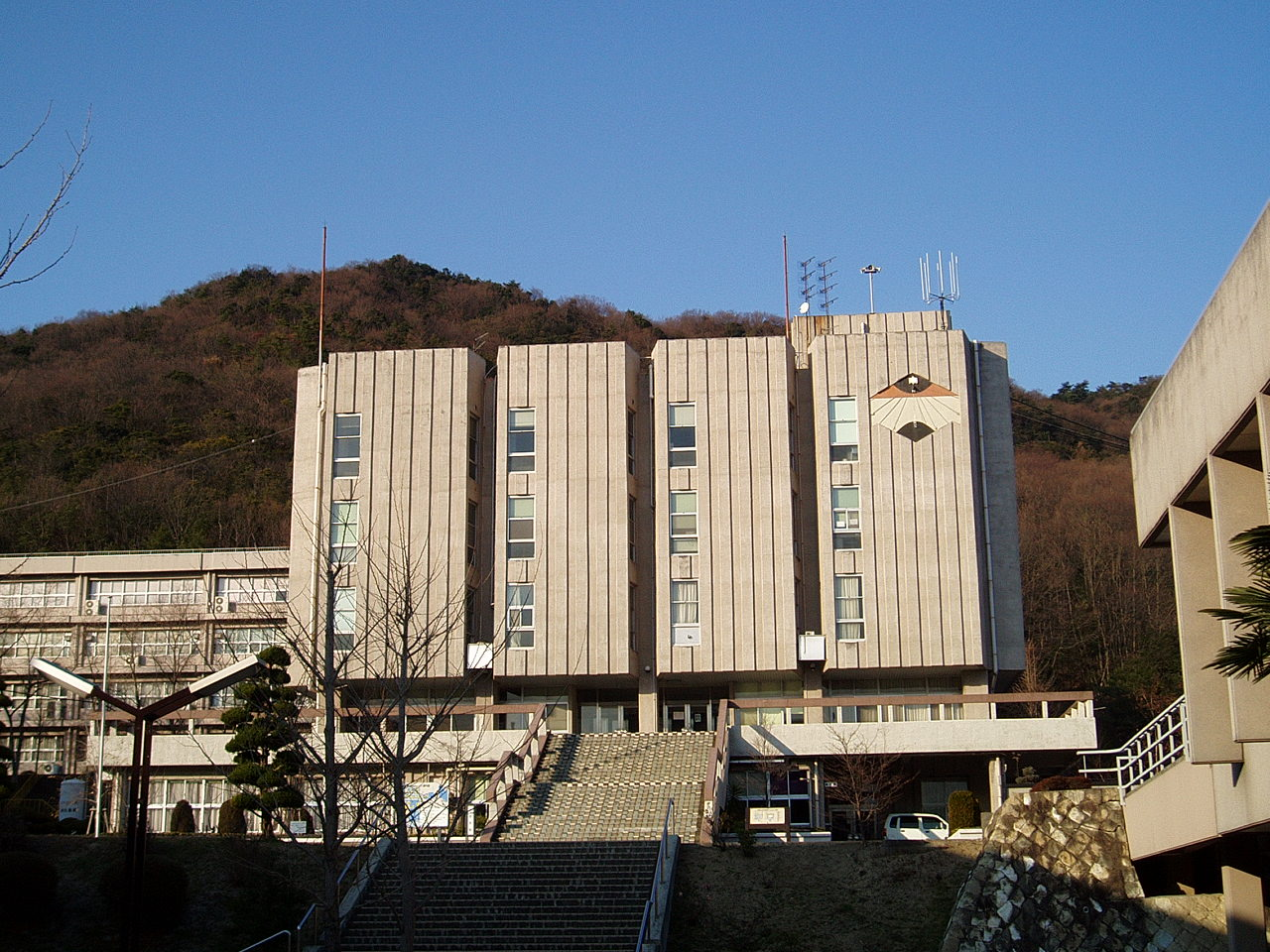
大学本部（書写キャンパス）

- 書写キャンパス（兵庫県姫路市書写2167）
- 播磨科学公園都市キャンパス（兵庫県赤穂郡上郡町光都3丁目2-1）
- 新在家キャンパス（兵庫県姫路市新在家本町1丁目1-12）

## 教育および研究組織

### 組織

#### 学部
- 工学部
  - 機械工学科
  - 産業機械工学科
  - 電気工学科
  - 電子工学科
  - 応用化学科
  - 材料工学科
  - 機械知能工学科
  - 情報工学科
- 理学部
  - 物質科学科
  - 生命科学科
- 環境人間学部
  - 環境人間学科
    - 生活環境学大講座
    - 社会システム環境学大講座
    - 文化環境学大講座

#### 大学院
- 工学研究科
  - 電気系工学専攻
    - 物性・デバイス工学部門
    - 回路・システム工学部門
    - 電力・エネルギー工学部門
    - 電子情報工学部門

  - 機械系工学専攻
    - 機械工学部門
    - 生産プロセス工学部門
    - 生産プロセス工学部門

  - 物質系工学専攻
    - 応用化学部門
    - 材料工学部門
- 理学研究科
  - 物質科学専攻
  - 生命科学専攻
- 環境人間学研究科
  - 人間環境部門
  - 社会環境部門
  - 共生博物部門

#### 附属機関
- 兵庫県立姫路工業大学附属高等学校（現：兵庫県立大学附属中学校・高等学校）

## 学生生活

### 工大祭
書写キャンパスを中心に行われていた学園祭。大学統合後も伝統を引き継ぎ、姫路工業大学の略称を冠している。

## 大学関係者と組織

### 大学関係者組織
- 姫路工業倶楽部（工学部・旧制県立工業専門学校同窓会）
- 姫路工業大学理学部同窓会（理学部同窓会）
- ゆりのき会（環境人間学部の同窓会。姫路短期大学の同窓会でもある。）

### 大学関係者、著名人一覧

#### 行政
- 久嶋務 - 京都府向日市長

#### 財界
- 井巻久一 - マツダ株式会社代表取締役社長
- 小田垣邦道 - 本田技術研究所取締役副社長

#### 研究者・学者
- 井上明久 - 東北大学総長、日本学士院賞受賞
- 幡中憲治 - 山口大学名誉教授、元宇部工業高等専門学校長
- 勝部幸輝 - ファルマ・アクセス社長、元大阪大学蛋白質研究所所長、大阪大学名誉教授
- 和田修 - 神戸大学教授

#### 芸能
- 水野麗奈 - 女優・タレント

## 施設

### キャンパス

#### 書写キャンパス
- 使用学部：工学部
- 使用研究科：大学院工学研究科
- 使用附属施設：なし
- 交通アクセス：JR山陽本線姫路駅・山陽電気鉄道本線山陽姫路駅より神姫バスで約30分（一部は姫路新在家キャンパスを経由）。駅からの距離としてはJR姫新線余部駅が最寄となるが利便性はバスに劣る。

姫路市街近郊の書写山の麓に位置していた。姫路工業大学の本部と工学部が長年に渡って所在してきた経緯から、兵庫県立大学になってからも西地区の中心的キャンパスとして機能しており、クラブ・サークルの数も比較的多い。学生は単に「書写」と呼ぶことが多かった。理学部と環境人間学部の1年生も通うため学生数が多いが、近隣にコンビニエンスストアがなく飲食店も限られているため昼食時の学生食堂は大変混雑する。地形からキャンパス内に階段が比較的多い。

#### 播磨科学公園都市キャンパス
- 使用学部：理学部
- 使用研究科：大学院理学研究科
- 使用附属施設：高度産業科学技術研究所
- 交通アクセス：JR山陽本線相生駅より神姫バスで約30分

相生市北郊、播磨高原の一部を切り開き造られた播磨科学公園都市に位置し、兵庫県立大学附属中学校・高等学校とも近接していた。住所地名から「光都（こうと）」と呼ばれるが、関係する学生は単に「理学部」と呼ぶことも多かった。大型放射光施設SPring-8を中心に国や企業の研究機関が近くにあった。交通が不便なうえ県外出身者も多いため、自宅外生の比率、自動車所有率が高かった。また、近隣に学生向けの住宅がほとんどなかったため、後述の学生寮に入居していない自宅外生の多くは、姫路、たつの（竜野駅または本竜野駅周辺など）、相生などに居住していた。

##### 寮
交通が不便なこともあり、姫路工業大学のキャンパスの中で唯一、近接区域に学生寮が設置された（兵庫県立大学に引き継がれている）。基本的に理学部2年生以上が入寮できた。附属高等学校管理の「黎明寮」（附属高校生と大学生が入寮可）と大学管理の「西播磨学生寮」（A,B棟、大学生のみ入寮可）の2つは寮費は月3000円で風呂・トイレが共同であった。西播磨学生寮C棟は大学院生専用（学部生でも入寮している人もいる）で風呂・トイレの付くワンルームタイプで寮費は4000円であった。入寮に際しては毎年必ず抽選になっていたが、数ヶ月すると寮生活が合わず退寮する人も少なからずいた。
歩いて5分ほどの距離ながらキャンパスの所在地は赤穂郡上郡町光都であるのに対し、寮の所在地はたつの市新宮町光都である。

#### 新在家キャンパス
- 使用学部：環境人間学部
- 使用研究科：大学院環境人間学研究科
- 使用附属施設：なし
- 交通アクセス：JR山陽本線姫路駅・山陽電気鉄道本線山陽姫路駅より神姫バスで約10分

姫路市街、姫路城城下町の一角、新在家に位置していた。このキャンパスはまれな変遷をたどっている。もとは旧制姫路高等学校のキャンパスであったが、1949年の学制改革により神戸大学姫路分校となった。その後1965年に分校が神戸大学のある六甲台に統合移転したため跡地に姫路短期大学が移転。附属幼稚園も設置され、幼稚園跡地には環境人間学部のキャンパスとなった現在もその面影が残る。旧制姫路高等学校本館と講堂は、登録有形文化財に登録されている。キャンパス内には姫路市の保存樹となっているユリノキがあり、同窓会名の由来となっている。学生は新在家または単に「環境」もしくは「環境人間」と呼ぶ場合が多かった。